# Yigal Amir
Yigal Amir (Herzliya, 23 maggio 1970) è un terrorista israeliano, responsabile dell'assassinio del primo ministro israeliano Yitzhak Rabin commesso il 4 novembre 1995 a Tel Aviv, delitto per il quale è stato condannato all'ergastolo.

## Biografia
Yigal Amir nacque in una famiglia ortodossa di Herzliya, in Israele. I suoi genitori si trasferirono in questo Paese dopo l'esodo degli ebrei dallo Yemen. Prese il diploma alla scuola elementare e servì il Paese nell'esercito durante gli studi superiori. Amir desiderava ottenere il diploma di avvocato e quello di informatico.
Iniziò a prendere parte anche al movimento politico-religioso della destra radicale israeliana, che accusava Rabin di aver firmato gli accordi di Oslo, e divenne attivo nelle dimostrazioni eversive organizzate da tale movimento. Divenne ben presto amico di Avishai Raviv, un dichiarato attivista radicale anti-Rabin, in realtà un agente infiltrato dello Shin Bet, il servizio di spionaggio e controspionaggio di Israele, a cui Amir rivelò la sua intenzione di uccidere Rabin. Raviv fu processato, e assolto, nel 2000 per non aver impedito l'assassinio di Rabin.

### L'attentato

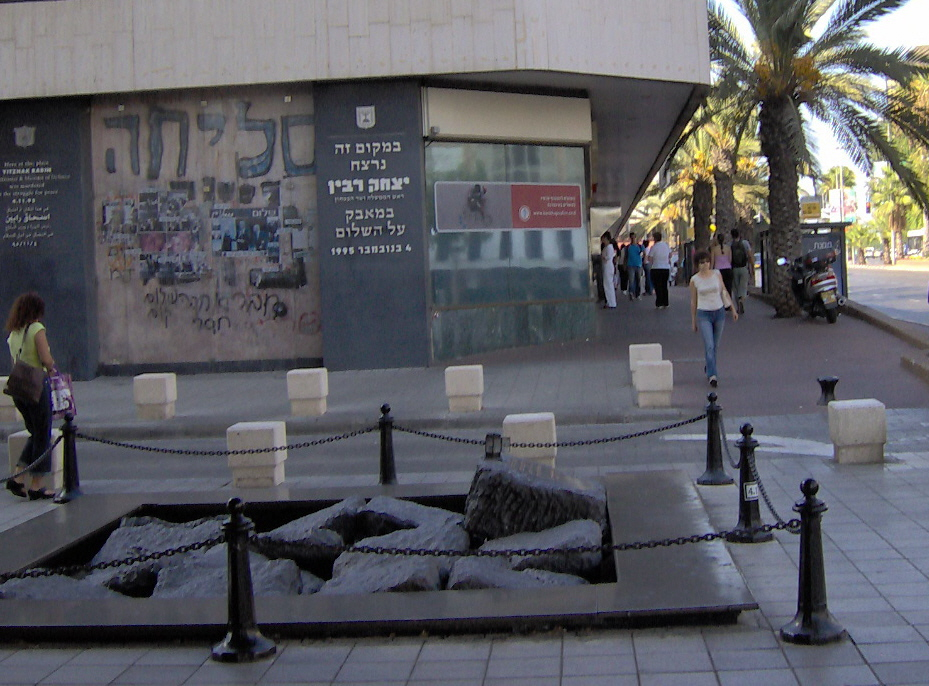
Il monumento eretto in ricordo di Rabin nella piazza dell'attentato

Il 4 novembre 1995, dopo una dimostrazione in sostegno degli accordi di Oslo in piazza dei Re di Israele (Kikar Malchei Jisra'el, כיכר מלכי ישראל) di Tel Aviv, Amir - nascosto tra la folla - colpì alla schiena con due colpi di pistola Rabin, uccidendolo. L'arma del delitto era una Beretta 84F semi-automatica dal calibro .380 ACP (numero di serie D98231Y). Durante il fatto Amir ferì anche una guardia. Il fratello di Amir e un amico, Dror Adani, furono identificati come complici dell'attentatore.  

### Dopo l'attentato
Amir, che venne condannato all'ergastolo, non ha mai dato segno alcuno di pentimento per il crimine commesso.  
Il caso di Amir è un argomento sentito in Israele anche dopo anni e molto disturbante. Nel 2023 una proposta di liberarlo ha suscitato critiche. 

#### Il matrimonio
Mentre era in prigione, Amir si legò sentimentalmente con Larisa Trembovler. I due si erano già conosciuti in precedenza. Larisa iniziò a far visite sempre più frequenti ad Amir e successivamente lasciò suo marito per sposarsi con lui nell'agosto 2004. Nel tardo agosto 2005 Amir ottenne la possibilità di avere un figlio da Larisa attraverso l'inseminazione artificiale.